# Chiesa di San Giovanni Battista (Esino Lario)
La chiesa di San Giovanni Battista è una chiesa sussidiaria di Esino Lario, facente parte della parrocchia di San Vittore Martire.
Fu consacrata nel 1565 e restaurata nel 1635 per la prima volta.
Al suo interno si trova un'aula rettangolare, su cui si apre una cappella dedicata all'Addolorata con altare del 1850, sul quale trovava posto la tela raffigurante l'Addolorata oggi posta sulla controfacciata. L'altare maggiore risale al 1671 ed è realizzato con marmi policromi e presenta due angeli in stucco. Quella che era la pala d'altare, risalente al 1566 e raffigurante il Battesimo di Cristo, si trova oggi sulla parete del presbiterio, di fronte alla tela coeva raffigurante la Predica alle folle.
Nel XVII secolo furono realizzate alcune tele tra cui una Natività, un Martirio di San Giovanni Battista e una Madonna con Santi.